# Kane Roberts
Kane Roberts (Robert William Athas) es un músico de heavy metal estadounidense, más conocido por haber hecho parte de la banda de Alice Cooper a finales de los años 1980. También ha grabado algunos álbumes solistas. 
Roberts es conocido por su parecido al personaje ficticio John Rambo, interpretado por Silvester Stallone en la serie de películas Rambo, además del uso de guitarras eléctricas con forma de ametralladora.

## Carrera
Roberts tocó la guitarra en los álbumes Constrictor y Raise Your Fist and Yell de Alice Cooper, al igual que en sus respectivas giras. 
Después de "Raise Your Fist", Roberts lanzó su primer disco como solista, Kane Roberts. Fue invitado nuevamente por Alice Cooper para grabar la guitarra en la canción «Bed Of Nails» del álbum Trash. En 1991 lanzó un segundo álbum solista llamado Saints and Sinners, el cual contenía la canción «Does Anybody Really Fall In Love Anymore?», escrita por Jon Bon Jovi. 
Roberts, además de ser guitarrista, también es un vocalista que puede alcanzar altos rangos, lo que resulta evidente en sus producciones en solitario. Ha contribuido como vocalista y corista en algunos álbumes, incluyendo Sex & Religion de Steve Vai, y Discipline de Desmond Child.
Después de pasar muchos años alejado de la industria musical, envuelto en proyectos de arte gráfico y juegos de video, Roberts retornó al estudio para preparar su nuevo álbum, Touched, en 2006.

## Discografía
Con Alice Cooper
- Constrictor - 1986
- Raise Your Fist and Yell - 1987
- Trash (canción Bed of Nails) - 1989

Solista
- Kane Roberts - 1987
- Saints and Sinners - 1991
- Under A Wild Sky - 1999
- Unsung Radio - 2012
- The New Normal - 2019